# Mnèsarc (fill de Pitàgores)
Mnèsarc (Mnesarchus, Mnésarkhos Μνήσαρχος) fou el fill de Pitàgores i de Teano.
Es creu que fou el successor d'Aristeu com a president de l'escola pitagòrica i així ho assegura el Suides.
Foci diu que va morir jove (Photius. Cod. 259, 438b).